# Cérilly (Yonne)
Cérilly es una localidad y comuna francesa situada en la región de Borgoña, departamento de Yonne, en el distrito de Sens y cantón de Cerisiers.

## Demografía
| 193 | 181 | 183 | 181 | 238 | 238 | 216 | 246 | 240 | 241 | 224 | 196 | 208 | 206 | 186 | 159 | 136 | 130 | 127 | 143 | 113 | 106 | 115 | 99 | 97 | 91 | 74 | 70 | 49 | 51 | 50 | 54 | 49 |
| Para los censos de 1962 a 1999 la población legal corresponde a la población sin duplicidades (Fuente: INSEE [Consultar]) |     |     |     |     |     |     |     |     |     |     |     |     |     |     |     |     |     |     |     |     |     |     |    |    |    |    |    |    |    |    |    |    |